# Оманский диалект арабского языка
Оманский диалект арабского языка (араб. اللهجة العمانية‎) — одна из разновидностей арабского языка, входящая в южноаравийскую подгруппу аравийских диалектов (вместе с йеменскими диалектами). Оманский диалект, очень близкий к современным йеменским диалектам, возможно, произошёл от некогда существовавшего древнего центральнойеменского диалекта.
Число носителей оманского диалекта составляет 3,2 млн человек (2020). Оманский диалект распространён в районе гор Эль-Хаджар и близлежащих прибрежных регионах на востоке Омана. На остальной территории страны получили распространение диалекты Персидского залива, дофарский диалект, диалекты бахарна и шиххи, южноаравийские языки: мехри, шехри, харсуси, батхари, хобйот, а также несколько других языков.
В отличие от ситуации в других частях Арабского мира, оседлые (городские и сельские) и кочевые говоры Омана являются относительно близкими. Это объясняется тем, что вплоть до последнего времени Оман был изолирован от остального мира — в начале 1970-х годов в стране насчитывалось всего 10 км асфальтированных автомобильных дорог, а встреча с иностранцем была редким явлением. Племенная структура общества помогала сохранять архаичные черты и в оседлых, и в бедуинских диалектах. Но из-за огромного потока иммигрантов в страну и политики модернизации, язык оманцев в новейшее время подвергся неотвратимым изменениям.